# Betydelselån
Betydelselån innebär att man lånar in en ny betydelse till ord som redan finns i det egna språket. Till ordet data har betydelsen ’uppgifter som skall behandlas i dator’ lånats in från engelskan[källa behövs].